# ダニ・フィルス
ダニ・フィルス（Dani Filth, 1973年7月25日 - ）は、イギリスのミュージシャン。本名はダニエル・ロイド・デイヴィー（Daniel Lloyd Davey）。
エクストリーム・メタルバンド、クレイドル・オブ・フィルスのボーカル。1991年の創設時からのメンバーの一人である。イングランドのハートフォード出身。
たいていのバンドが言う高音デスヴォイスとは桁外れなほど高い音域のデスヴォイス（金切り声に近い）を発声することで有名。